# فوغت
«فوغت» (Vought) هو اسم تجاري لعدة شركات أمريكية متعاقبة في مجال الطيران والفضاء، من بينها: شركة لويس وفوغت، وتشانس فوغت، وفوغت-سيكورسكي، وإل.تي.في. إيروسبيس التي كانت جزءًا من مجموعة لينغ-تيمكو-فوغت، وفوغت لصناعة الطائرات، وفوغت لصناعات الطيران.
تأسست أول نسخة من شركة فوغت في عام 1917 على يد تشانس م. فوغت وبيردسي لويس. وفي عام 1928، استحوذت عليها شركة يونايتد إيركرافت آند ترانسبورت، التي أصبحت لاحقًا يونايتد إيركرافت، في أولى مراحل إعادة الهيكلة والاندماجات التي مرت بها الشركة. خلال عشرينيات وثلاثينيات القرن العشرين، تخصصت شركة فوغت وطرازاتها التابعة في الطائرات المخصصة لحاملات الطائرات التابعة للبحرية الأمريكية، التي كانت أكبر عملائها. وخلال الحرب العالمية الثانية، صنعت شركة تشانس فوغت آلاف الطائرات، من أشهرها طائرة فوغت إف 4 يو كورسير.
عادت فوغت إلى الاستقلال في عام 1954، ثم اشترتها مجموعة لينغ-تيمكو-فوغت في عام 1961. وخلال الحرب الباردة، صممت الشركة وأنتجت أنواعًا مختلفة من الطائرات والصواريخ.
في التسعينيات، باعت لينغ-تيمكو-فوغت الشركة لتنتقل ملكيتها جزئيًا إلى كل من مجموعة كارلايل ونورثروب غرومان، قبل أن تؤول ملكيتها بالكامل إلى كارلايل، التي أعادت تسميتها بـفوغت لصناعات الطيران وجعلت مقرها الرئيسي في دالاس، تكساس.
في يونيو 2010، باعت مجموعة كارلايل الشركة إلى مجموعة تريومف.

## تاريخ

### تشانص فوغت 1917-1928

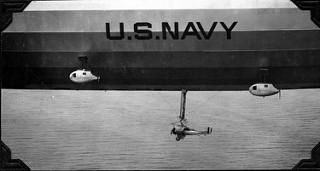
يو إس إس لوس أنجلوس (ZR-3) مجهزة بأرجوحة وطائرة فوغت ثنائية (UO-1)، على الأرجح VE-7 Bluebird، لاختبارات مقاتلة الطفيليات

تأسست شركة لويس وفوغت في عام 1917 وسرعان ما خلفتها شركة تشانص فوغت في عام 1922 عندما تقاعد بيردسي لويس. أسس كبير المهندسين السابقين في شركة رايت، تشانص م. فوغت، الشركة للاستفادة من المجال المتنامي للطيران العسكري والمدني بعد الحرب العالمية الأولى. بدأت العمليات في أستوريا، نيويورك، وفي عام 1919، تم نقلها إلى لونغ آيلاند سيتي، نيويورك.
توفي فوغت من الإنتان في عام 1930، ولكن في تلك الفترة الزمنية القصيرة نجح في إنتاج مجموعة متنوعة من الطائراتالمقاتلة وطائرات التدريب والقوارب الطائرة وطائرات المراقبة للبحرية الأمريكية والخدمة الجوية للجيش الأمريكي. دخلت فوغت التاريخ في عام 1922 عندما قام طائرة التدريب فوغت VE-7 بأول إقلاع من على ظهر حاملة الطائرات يو إس إس لانغلي، أول حاملة طائرات أمريكية. بعد هذا النجاح، جاءت المقاتلة البحرية VE-11 وطائرة فوغت O2U كورسير، وهي أول طائرة من طراز كورسير.
في عام 1928، استحوذت الشركة المتحدة للطائرات والنقل على الشركة، لكنها بقيت قسمها المنفصل بين خطوط برات آند ويتني وبوينغ.

### من الثلاثينيات إلى الستينيات
على الرغم من الكساد الكبير، استمرت شركة فوغت في تصميم الطائرات وتصنيعها بوتيرة متزايدة. بعد فترة وجيزة من وفاة تشانص فوغت في عام 1930، نقلت الشركة عملياتها إلى إيست هارتفورد، كونيتيكت. بموجب قانون البريد الجوي لعام 1934، أُجبرت الشركة المتحدة للطائرات والنقل بموجب القانون على تقسيم أعمالها، مما أدى إلى إنشاء شركة طائرات بوينغ ويونايتد إيرلاينز وشركة يونايتيد إيركرافت التي كانت فوغت جزءًا منها. في عام 1939، نقلت يونايتيد إيركرافت شركة فوغت إلى ستراتفورد، كونيتيكت، حيث كان قسم سيكورسكي موجودًا وأعيد تسمية الأقسام المدمجة فوغت-طائرات سيكورسكي.

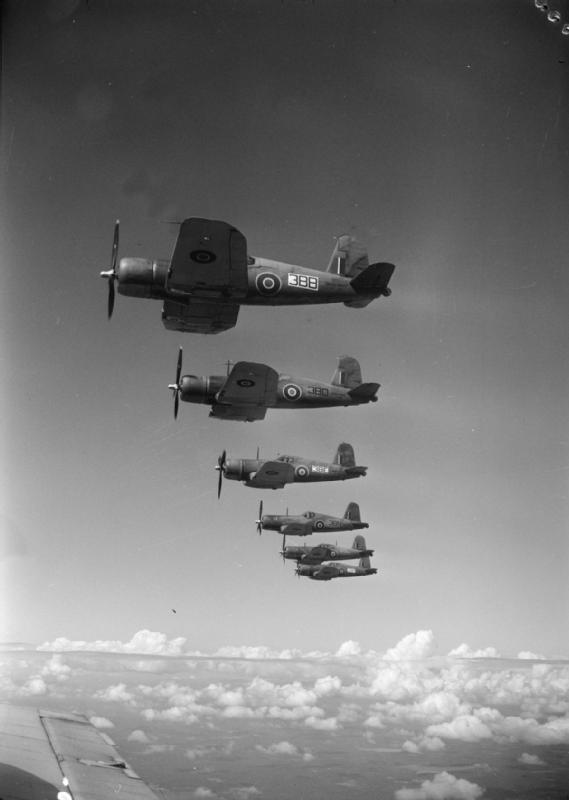
تشكيل كورسير بريطاني عام 1944

بدأ كبير المهندسين ريكس بيزل في عام 1938 في تطوير XF4U، المعترف بها من خلال أجنحة نورس مقلوبة مميزة. بعد رحلتها الأولى، في عام 1940، تم إنتاج آلاف الطائرات من فوغت إف 4 يوكورسير لصالح البحرية ومشاة البحرية في الحرب العالمية الثانية. بحلول نهاية إنتاجها في عام 1952، أنتج كل من فوغت و قوديير و بروستر مقاتلات كورسير. أعيد تأسيس فوغت كقسم منفصل في يونايتيد إيركرافت في عام 1942.
في فترة ما بعد الحرب عام 1949، نقلت شركة فوغت عملياتها إلى دالاس، تكساس، حيث كان يوجد مصنع نورث أمريكان أفياشن "B" السابق. بمبادرة من البحرية، التي كانت تخشى أن يشكل مصنعو الطائرات الرئيسيان الموجودان على الساحل الشرقي خطرًا غير ضروري، نقلت فوغت 27 مليون رطل من المعدات و 1300 موظف في 14 شهرًا، وهي خطوة صناعية قياسية في ذلك الوقت.
في عام 1954، انفصلت الشركة تمامًا عن يونايتيد إيركرافت وأصبحت شركة طائرات تشانص فوغت.
بدأت شركة فوغت في تصنيع طائرتها F-8 كروسيدر لصالح البحرية الأمريكية في عام 1957؛ كانت واحدة من أوائل مقاتلات البحرية القادرة على الطيران الأسرع من الصوت وآخر مقاتلة بحرية تابعة للبحرية. تمت مراجعة التصميم الأساسي نفسه بشكل كبير واختصاره لاحقًا لإنتاج فوغت's إيه-7 كورسير الثانية، وهي طائرة دعم جوي وهجوم قريب محمولة على متن حاملة طائرات في عام 1965، وهي طائرة انخرطت بشدة في مجموعة متنوعة من الدعم الوثيق ومهام الضربة خلال فيتنام بدأت الحرب عام 1967. شاركت طائرات A-7 أيضًا في الغزو الأمريكي لغرينادا عام 1983؛ غارة عقابية على مواقع صواريخ سورية عام 1983. غارات انتقامية ضد ليبيا خلال عملية إلدورادو كانيون في عام 1986؛ ضربات ضد المنصات الساحلية الإيرانية والقوات البحرية أثناء عملية فرس النبي عام 1988؛ دعم غزو بنما عام 1989؛ وطوال العمليات خلال عاصفة الصحراء عام 1991. خدمت طائرات A-7A و A-7B و A-7C و A-7E مع البحرية الأمريكية بينما تم شراء A-7D من قبل القوات الجوية الأمريكية والحرس الوطني الجوي. خدمت الطرز ذات المقعدين والمعروفة باسم TA-7C / Es مع البحرية الأمريكية بينما اشترت القوات الجوية الأمريكية TA-7K. خدمت طائرة A-7 بأعداد محدودة مع ثلاث قوات جوية أجنبية، بما في ذلك اليونان (A-7H / TA-7H) والبرتغال (A-7P / TA-7P) وتايلاند (سابقًا USN A-7E / TA-7E).

### اقتناء إل تي في 1960-1990

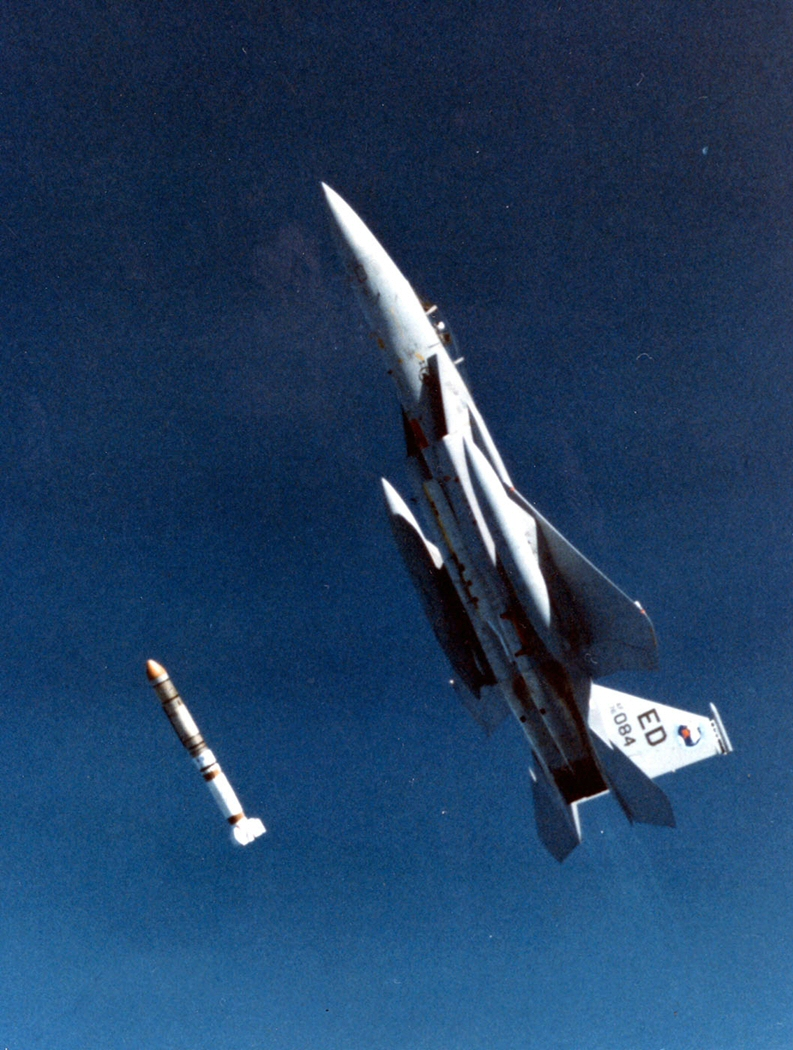
إطلاق فوغت's ASAT في عام 1983

جيمس لينغ اشترى فوغت في عام 1962، ليشكل التكتل الجديد إل تي في Ling-Temco-Vought (LTV). ومع ذلك، على الرغم من الاستحواذ، استمرت شركة «فوغت  ايرونتكس» (Vought Aeronautics) و «فوغت للصواريخ والفضاء» (Vought Missiles and Space)  في التطوير والإنتاج للقوات الجوية والبحرية تحت مظلة «إل تي في إيرو سبيس» (LTV Aerospace). بحلول أوائل الثمانينيات، كانت إل تي في تكافح، وعانى فوغت من عمليات تسريح ثقيلة للعمال. بدأ أول عقدين من عمليات إعادة التنظيم في عام 1972 بإنشاء أنظمة فوغت من خلال دمج قسم «فوغت للصواريخ والفضاء» وقسم ايرونتكس.
تمت إعادة تسمية كل من إل تي في إيرو سبيس باسم «شركة فوغت» (Vought Corporation) في عام 1976، ولكن بحلول عام 1983 تم تقسيم شركة فوغت مرة أخرى على طول خطوط الطيران والصواريخ تحت إل تي في للفضاء والدفاع.
أثبت عام 1992 نهاية علاقة فوغت مع إل تي في. في منتصف العام، تم شراء قسم الطائرات من قبل شركة نورثروب ومجموعة كارلايل، ويمتلك كل منهما حوالي 50٪ من الشركة. تم بيع قسم الصواريخ لشركة شركة لورال، وهي جزء من لوكهيد مارتن للصواريخ ومكافحة الحرائق.

### من التسعينيات حتى الوقت الحاضر
قامت شركة نورثروب غرومان، التي خلفت شركة نورثروب غرومان، بشراء حصة فوغت لمجموعة كارلايل مقابل 130 مليون دولار في عام 1994. سيؤدي شراء مجموعة كارلايل لما تبقى من شركة نورثروب غرومان في عام 2000 إلى إنشاء شركة فوغت لصناعات الطائرات. وهي في الأساس مقاول من الباطن لهياكل الطائرات. تشارك فوغت بشكل كبير في طائرات بوينغ 747 وبوينغ 787 بالإضافة إلى توريد أجزاء من إف-22 رابتور وإف-35 لايتنيغ الثانية وفي-22 أوسبري. في يوليو 2003، اندمجت شركة إيروستركتشرز المملوكة لمجموعة كارلايل ومقرها ناشفيل، تينيسي، مع فوغت. يوفر موقع فوغت في ناشفل مكونات الجناح لطائرات إيرباص إيه319 وإيه320 وإيه330 وإيه340.
أعلنت شركة بوينغ في يوليو 2009 أنها وافقت على الاستحواذ على نورث تشارلستون، ساوث كارولينا، منشأة فوغت لصناعات الطائرات، حيث تبني فوغت القسمين 47 و 48 من جسم الطائرة الخلفي لطائرة بوينغ 787 دريملاينر. ووافقت بوينغ على دفع 580 مليون دولار للمنشأة.
في يونيو 2010، باعت مجموعة كارلايل فوغت ريد اوك (تكساس)،  إلى الشركة المصنعة لمكونات الطيران. تعمل عمليات الاستحواذ فوغت الآن باسم ترايمب إيروستركتشرز - قسم الطائرات فوغت. تم إغلاق مرفق دالاس / غراند برايري ونقله إلى منشأة جديدة في ريد أوك، تكساس.

## منتجات

### الطائرات
| اسم النموذج                | الرحلة الأولى | عدد المبني | يكتب                                                     |
| -------------------------- | ------------- | ---------- | -------------------------------------------------------- |
| فوغت VE-7                  | 1917          | 128        | محرك المكبس ذو السطحين المدرب والمقاتل                   |
| فوغت O2U كورسير            | 1926          | 580        | طائرات مراقبة محرك المكبس ذات السطحين                    |
| فوغت فو                    | 1927          | 20         | مقاتلة ذات محرك مكبس ذات سطحين                           |
| فوغت XF2U                  | 1929          | 1          | نموذج أولي لمحرك مكبس ذو سطحين                           |
| فوغت O4U كورسير            | 1931          | 2          | نموذج أولي لطائرة مراقبة ذات سطحين محرك مكبس             |
| فوغت XF3U                  | 1933          | 1          | نموذج أولي لمحرك مكبس ذو سطحين                           |
| فوغت SBU كورسير            | 1933          | 125        | قاذفة قاذفة ذات محرك مكبس ذات سطحين                      |
| فوغت O5U                   | 1934          | 1          | نموذج أولي لطائرة عائمة مراقبة ذات سطحين لمحرك مكبس      |
| فوغت SB2U Vindicator       | 1936          | 260        | قاذفة غطس أحادية السطح ذات محرك مكبس                     |
| فوغت V-141                 | 1936          | 1          | نموذج أولي لطائرة مقاتلة ذات محرك مكبس                   |
| اشترى XSB3U                | 1936          | 1          | نموذج أولي لمفجر غوص ذو سطحين بمحرك مكبس                 |
| فوغت OS2U الرفراف          | 1938          | 1،519      | طائرة عائمة مراقبة أحادية السطح لمحرك المكبس             |
| فوغت XSO2U                 | 1939          | 1          | طائرة عائمة مراقبة أحادية السطح لمحرك المكبس             |
| فوغت إف 4 يو كورسير        | 1940          | 12،571     | مكبس محرك طائرة مقاتلة أحادية السطح                      |
| طلب TBU Sea Wolf           | 1941          | 1          | قاذفة طوربيد أحادية السطح ذات محرك مكبس                  |
| فوغت V-173                 | 1942          | 1          | محرك مكبس تجريبي لطائرات "دائرية الجناح"                 |
| فوغت F6U Pirate            | 1946          | 33         | طائرة مقاتلة ذات محرك نفاث                               |
| فوغت XF5U                  | 1943          | 2          | نموذج أولي محرك مكبس "دائري الجناح" مقاتلة               |
| فوغت F7U Cutlass           | 1948          | 320        | طائرة مقاتلة أحادية السطح ذات محرك نفاث                  |
| فوغت XS2U                  | غير متاح      | 0          | طائرة أحادية السطح مضادة للغواصات ذات محرك مكبس غير مبني |
| فوغت F8U الصليبية          | 1955          | 1،219      | طائرة مقاتلة ذات محرك نفاث                               |
| فوغت XF8U-3 الصليبي الثالث | 1958          | 5          | نموذج أولي لطائرة مقاتلة ذات محرك نفاث                   |
| إل تي في XC-142            | 1964          | 5          | نموذج أولي لطائرة شحن ذات محرك توربيني مائل              |
| إل تي في A-7 كورسير الثاني | 1965          | 1،545      | طائرة هجومية ذات محرك نفاث أحادية السطح                  |
| إل تي في L450F             | 1970          | 1          | نموذج أولي لطائرة استطلاع أحادية السطح ذات محرك توربيني  |
| إل تي في YA-7F             | 1989          | 2          | نموذج أولي لطائرة هجومية أحادية السطح ذات محرك النفاث    |
| نموذج فوغت 1600            | غير متاح      | 0          | طائرة مقاتلة أحادية السطح غير مبنية                      |

### طائرات بدون طيار
- إل تي في XQM-93

### الصواريخ
- نظام صاروخ الإطلاق المتعدد M270 (1983)
- ASM-135 ASAT ( 1984 )
- MGM-52 لانس (1972)
- SSM-N-8 Regulus (1951)
- SSM-N-9 Regulus II (1956)
- فوغت HVM (الثمانينيات)

### صواريخ
- الكشافة (عائلة الصواريخ)
  - RM-89 Blue Scout I
  - RM-90 Blue Scout II
  - الكشافة X
  - الكشفية X-1
  - الكشفية X-1A
  - الكشفية X-2
  - الكشفية X-2B
  - الكشفية X-2M

### مشاريع مشاركة العمل
- عائلة إيرباص إيه 320 (مجموعات لوحة الجناح العلوي)
- إيرباص إيه 330 وإيه 340-200 / -300 (مجموعات الحافة المتوسطة والخارجية، الساريات الوسطى الخلفية، مجموعة العارضة المركزية، اللوحات، الإنسيابية وتجميعات اللوحة العلوية)
- إيرباص إيه 340-500 / -600 (مجموعات الحافة المتوسطة والخارجية، الساريات الوسطى الخلفية، مجموعة العارضة المركزية، الألواح العلوية والمراسلين)
- بوينغ سي-17 غلوب ماستر 3 (الجنيحات والمصاعد والدفات)
- بيل-بوينغ في-22 أوسبري (ذيل، منحدر / باب منحدر)
- بوينغ 747 (ألواح جسم الطائرة، قسم الذيل)
- بوينغ 767 (صندوق الجناح المركزي، المثبت الأفقي)
- بوينغ 777 (أجنحة، أغطية)
- بوينغ 787 (براميل جسم الطائرة — الأقسام 47 و 48)
- روكويل بي-1 لانسر (جسم الطائرة الخلفي والخلفي الوسيط [6] )
- لوكهيد سي-5إم سوبر غلاكسي (أسطح التحكم في الطيران)
- لوكهيد سي-130 هيركوليز (ذيلة)
- لوكهيد مارتن إف-22 رابتور (مثبت)
- نورثروب غرومان بي 2 سبيرت
- سيكورسكي يو إتش-60 بلاك هوك / إس إتش-60 سي هوك

## روابط خارجية
- الموقع الرسمي
- Vought Aircraft Industries website's "Heritage" section, with history, photos, and original line drawings of Vought aircraft
- US Centennial of Flight Commission
- LTV/Chance Vought Archive from McDermott Library at the University of Texas at Dallas